# Elephant and Castle Mob
Elephant and Castle Mob (traducido al español como, Mafia de Elephant and Castle) fueron una de las muchas pandillas callejeras independientes activas en el inframundo de Londres durante los años de entreguerras. Un rival del mafioso Charles "Darby" Sabini junto con los Birmingham Boys y los hermanos Cortesi de Saffron Hill, eventualmente fueron expulsados por Sabini con la mano de obra adicional de la mafiosa siciliana importada y habían desaparecido de la ciudad a finales de La Segunda Guerra Mundial.

## Historia
Los Elephant and Castle Mob se aliaron con la pandilla de Birmingham, a menudo llamada Brummagems, dirigida por Billy Kimber; la pandilla Camden Town, dirigida por George Sage y los Finsbury Boys, dirigida por Freddie Gilbert. Las pandillas rivalizaban con las del norte y este de Londres lideradas por Darby Sabini, Alf White, Alf Solomon y Dodger Mullins. 
La pandilla logró el dominio en los hipódromos y en el West End de Londres al conquistar los West End Boys, liderados por los hermanos McCausland, y la pandilla King's Cross / Titanic dirigida por Alf White. Desde la década de 1910 hasta la década de 1930, fueron liderados por los hermanos McDonald, Wag y Wal, y lucharon contra la pandilla Sabini por el control de la asignación de campos de apuestas en los hipódromos y la provisión de "servicios" a los corredores de apuestas que estaban aterrorizados para pagarlos. 
Wag McDonald dejó Londres para ir a Los Ángeles, donde se convirtió en guardaespaldas del jefe de la mafia Jack Dragna en la década de 1920 y de muchas celebridades de Hollywood, incluido Charles Chaplin. El hermano de Wag, Bert McDonald, quien fue el novio de la líder de los cuarenta elefantes, Alice Diamond, fue asesinado en las guerras de la mafia en Los Ángeles.